# Spansknäva
Spansknäva (Geranium endressii) är en näveväxtart som beskrevs av Jacques Étienne Gay. Enligt Catalogue of Life ingår Spansknäva i släktet nävor och familjen näveväxter, men enligt Dyntaxa är tillhörigheten istället släktet nävor och familjen näveväxter. Arten förekommer tillfälligt i Sverige, men reproducerar sig inte.

## Underarter
Arten delas in i följande underarter:
- G. e. armitageae
- G. e. thurstonianum